# Pelidnopedilon
Pelidnopedilon is een kevergeslacht uit de familie van de boktorren (Cerambycidae). De wetenschappelijke naam van het geslacht werd voor het eerst geldig gepubliceerd in 1922 door Schmidt.

## Soorten
Pelidnopedilon omvat de volgende soorten:
- Pelidnopedilon delagoae (Distant, 1899)
- Pelidnopedilon grotei Schmidt, 1922
- Pelidnopedilon protractum (Bates, 1879)